# Пуцањ није брисан
Пуцањ није брисан (енгл. Blow Out), је детективски мистеријски трилер филм у режији и по сценарију Брајана де Палме из 1981. године.
Тонски техничар случајно сними доказе који доказују да је саобраћајна несрећа убиство и самим тим се нађе у опасности.

## Радња
Џек је инжењер звука у филмском студију који снима Б хорор-филмове. Касно увече, док је снимао позадинске звукове за други филм у парку, он је сведок аутомобила који је изгубио контролу и пада у реку, и спасава девојку по имену Сели из потопљеног аутомобила. Човек који је био са њом умире.
Џек узалуд покушава да убеди полицију да је чуо звук пуцња у исто време када и звук пуцања гуме. Помоћник покојника, за кога се испоставило да је познати политичар и кандидат за председника САД Џорџ Мекрајан, саветује Џеку да заборави ову причу. По изласку из болнице, Џек слуша снимак који је направио тог дана и јасно чује звук пуцња.
Други сведок саобраћајне несреће, фотограф Мени, који је ову несрећу намерно снимио на филм, објављује цео низ догађаја у штампи. Џек тајно посећује Менијев студио и проналази фотографије Сели у откривајућим позама са познатим и богатим људима. Тако су, уцењујући ове мушкарце, нашли додатну зараду.
Користећи Менијеве оригиналне негативе, Џек успева да реконструише целу несрећу и са овим материјалом контактира полицију. Али детектив Меки не жури да настави ову линију истраге. Након тога Џек одлучује да свој филм објави на телевизији и контактира ТВ водитеља Френка Донахјуа. Његов план осујећује плаћеник Бурк, који за собом оставља крвави траг и сва његова убиства представља као злочине серијског убице.